# Мокра (област)
Вижте пояснителната страница за други значения на Мокра.
Мокра (на албански: Mokër или Mokra) е планинска историко-географска област в Източна Албания. Състои се от 47 села, разположени в едноименната планина Мокра. Разделя се на Горна Мокра (Mokra e Sipërme) и Долна Мокра (Mokra e Poshtme). Към началото на XXI век част от селата в Мокра са изоставени.

## Етимология
Името на областта е женски род от българското прилагателно мокър.